# Kerry Condon
Kerry Condon   (Thurles, 9 de gener de 1983) és una actriu irlandesa, la més jove a interpretar Ofèlia en una producció de Hamlet de la Royal Shakespeare Company (2001-2002). Ha interpretat també Octàvia Menor a Rome (2005–2007), Stacey Ehrmantraut a Better Call Saul (2015–2022) i va ser la veu de l'entitat d'intel·ligència artificial F.R.I.D.A.Y. en diverses pel·lícules de l'Univers cinematogràfic Marvel: Age of Ultron, Captain America: Civil War, Spider-Man: Homecoming, Avengers: Infinity War i Avengers: Endgame.
Condon ha col·laborat amb Martin McDonagh a les obres de teatre The Lieutenant of Inishmore (2001) i The Cripple of Inishmaan (2009), així com a les pel·lícules Three Billboards Outside Ebbing, Missouri (2017) i The Banshees of Inisherin (2022). Per aquesta darrera actuació, va rebre diversos reconeixements, inclòs el premi BAFTA a la millor actriu secundària, i va ser nominada a l'Oscar a la millor actriu secundària.

## Trajectòria
El 2001, als 18 anys, Condon va aconseguir el paper de Mairead a The Lieutenant of Inishmore de Martin McDonagh, que va interpretar amb la Royal Shakespeare Company i, el 2006, al Lyceum Theatre de Nova York. Per a la producció va gravar la cançó «The patriot game» amb The Pogues. El 2009 va aparèixer en una altra obra de Martin McDonagh, The Cripple of Inishmaan, per la qual va guanyar un premi Lucille Lortel a la millor actriu en una obra de teatre i un premi Drama Desk a la millor interpretació.
Els papers de Condon al cinema inclouen Kate Kelly, la germana del bandoler Ned Kelly, a Ned Kelly (2003), i una aparició a la pel·lícula independent irlandesa Intermission de 2003, amb Cillian Murphy, Kelly Macdonald i Colin Farrell. Va participar també al thriller d'acció de Jet Li de 2005 Danny the Dog. El 2005, Condon va protagonitzar Octavia Menor, germana de l'emperador romà August, a la sèrie d'HBO/BBC Rome.
Després va aparèixer com a Masha a L'última estació, una pel·lícula sobre els últims mesos de la vida de Lev Tolstoi, amb Helen Mirren i Christopher Plummer, abans d'interpretar la jockey Rosie Shanahan a la sèrie de televisió Luck del 2012. Condon va aparèixer a l'estrena de la temporada 4 del drama post-apocalíptic de zombis The Walking Dead interpretant el paper del personatge Clara, que es va emetre el 13 d'octubre de 2013.
Després de retrobar-se amb Martin McDonagh a la pel·lícula de 2017 Three Billboards Outside Ebbing, Missouri, Condon va tenir un paper important a la pel·lícula de 2022 The Banshees of Inisherin com la germana del personatge de Colin Farrell. L'actuació de Condon en aquesta pel·lícula va merèixer els elogis de la crítica i va obtenir diversos reconeixements, inclòs un premi BAFTA a la millor actriu secundària i el Globus d'Or a la millor actriu secundària de moviment, així com la nominació a l'Oscar a la millor actriu secundària